# مارينبرغ
مارينبرغ (ارتسغبيرغه) (بالألمانية: Marienberg) هي بلدة ألمانية و Grosse Kreisstadt تقع في ألمانيا في ساكسونيا. يقدر عدد سكانها بـ 17,876 نسمة .

## أعلام
- هانس ستاينهوف
- غودرون ريتر